# Federația Afgană de Fotbal
Federația Afgană de Fotbal este forul ce guvernează fotbalul în Afganistan. Ea controlează Echipa națională de fotbal a Afganistanului. A fost fondată în 1922 și a fost afiliată la FIFA în 1948.